# Bizmutin
| Bizmutin |                                    |
| \| \| \| |                                    |
| IUPAC-név | bizmután                           |
| Más nevek | bizmut-trihidrid hidrogén-bizmutid |
| Kémiai azonosítók                                                                                               |                                    |
| CAS-szám | 18288-22-7                         |
| PubChem | 9242                               |
| ChemSpider | 8886                               |
| KEGG | C15471                             |
| ChEBI | 30421                              |
| SMILES | [BiH3]                             |
| InChI | 1/Bi.3H/rBiH3/h1H3                 |
| InChIKey | BPBOBPIKWGUSQG-UHFFFAOYSA-N        |
| Gmelin | 1083                               |
| UNII | OCH2V0Z37N                         |
| Kémiai és fizikai tulajdonságok                                                                                 |                                    |
| Kémiai képlet                                                                                                   | BiH3                               |
| Moláris tömeg                                                                                                   | 212,00 g/mol                       |
| Megjelenés | színtelen gáz                      |
| Sűrűség | 0,008665 g/mL (20 °C)              |
| Forráspont | 16,8 °C                            |
| Kristályszerkezet                                                                                               |                                    |
| Molekulaforma                                                                                                   | trigonális piramis                 |
| Ha másként nem jelöljük, az adatok az anyag standardállapotára (100 kPa) és 25 °C-os hőmérsékletre vonatkoznak. |                                    |
| |                                    |

A bizmutin (IUPAC-név: bizmután) szervetlen vegyület, képlete BiH3. Az ammónia legnehezebb analógjaként (a legnehezebb pniktogén-hidridként) instabil, bizmuttá és hidrogénné bomlik 0 °C alatt is. Molekulája piramidális, a H–Bi–H szög 90,48°.
A bizmutin jelenthet bizmut(III)-organikus anyagokat (BiR3, ahol R szerves szubsztituens) is. Például a Bi(CH3)3 a trimetilbizmutin.

## Előállítása, tulajdonságai
A bizmutin metilbizmutin (BiH2Me) átrendeződéses reakciójából állítható elő:
{\displaystyle {\ce {3 BiH2Me -> 2 BiH3 + BiMe3}}}
A szükséges BiH2Me, mely szintén instabil, metilbizmut-diklorid lítium-alumínium-hidrides redukciójából állítható elő.
A SbH3-hez hasonlóan a BiH3 instabil, és elemeire bomlik a következő egyenletnek megfelelően:
{\displaystyle {\ce {2 BiH3 -> 3 H2 +2 Bi}}} (ΔHof(g) = −278 kJ/mol)
Az arzénészlelésre használt módszer, a Marsh-teszt használható BiH3 észlelésére. Ez az arzén, az antimon és a bizmut hidrogénvegyületeinek hőbomlásán alapul. Ezek megkülönböztethetők eltérő oldódási jellemzőikkel is: az arzént oldja a NaOCl, az antimont oldja az ammónium-poliszulfid, a bizmut azonban egyikben sem oldódik.

## Használata, biztonsági jellemzői
A BiH3 instabilitása megnehezíti a jelentős egészségi hatásokat, mivel gyorsan bomlik 0 °C alatt is.

## Fordítás
Ez a szócikk részben vagy egészben  a   Bismuthine című angol Wikipédia-szócikk ezen változatának fordításán alapul.  Az eredeti cikk szerkesztőit annak laptörténete sorolja fel. Ez a jelzés csupán a megfogalmazás eredetét és a szerzői jogokat jelzi, nem szolgál a cikkben szereplő információk forrásmegjelöléseként.